# Coupe Memorial 2003
Navigation
Édition précédente Édition suivante
L'édition 2003 de la Coupe Memorial est présenté du 17 au 25 mai 2003 à Québec, Québec. Elle regroupe les champions de chacune des divisions de la Ligue canadienne de hockey, soit la Ligue de hockey junior majeur du Québec (LHJMQ), la Ligue de hockey de l'Ontario (LHO) et la Ligue de hockey de l'Ouest (LHOu).

## Équipes participantes
- Les Olympiques de Hull représente la Ligue de hockey junior majeur du Québec.
- Les Rangers de Kitchener représente la Ligue de hockey de l'Ontario.
- Les Rockets de Kelowna représente la Ligue de hockey de l'Ouest.
- Les Remparts de Québec de la LHJMQ en tant qu'équipe hôte.

## Classement de la ronde Préliminaire
| Équipe               | PJ | V | D | BP | BC | Pts |
| -------------------- | -- | - | - | -- | -- | --- |
| Rangers de Kitchener | 3  | 3 | 0 | 12 | 6  | 6   |
| Olympiques de Hull   | 3  | 2 | 1 | 10 | 8  | 4   |
| Rockets de Kelowna   | 3  | 1 | 2 | 6  | 10 | 2   |
| Remparts de Québec   | 3  | 0 | 3 | 8  | 12 | 0   |

## Résultats

### Résultats du tournoi à la ronde
Voici les résultats du tournoi à la ronde pour l'édition 2003 :

## Effectifs
Voici la liste des joueurs s'alignant avec les Rangers de Kitchener, équipe championne de 2003 :
- Entraîneur : Peter DeBoer
- Gardiens de but : Scott Dickie et Carlo DiRienzo
- Défenseurs : André Benoit, Nick Duff, T.J. Eason, Steve Eminger, George Halkidis, Thomas Harrison, Matt Manias, Matt McCann et Marcus Smith.
- Attaquants : Jesse Boucher, Gregory Campbell, Mike Chmielewski, David Clarkson, Cam Fergus, Matt Grennier, Kevin Hurley, Petr Kanko, Adam Keefe, Rafal Martynowski, Chad McCaffrey, Paul McFarland, Evan McGrath, Nathan O’Nabigon, Mike Richards et Derek Roy (capitaine),

## Meilleurs pointeurs
| Joueur             | Équipe    | PJ | B | A | Pts |
| ------------------ | --------- | -- | - | - | --- |
| Gregory Campbell   | Kitchener | 4  | 1 | 6 | 7   |
| Jean-Michel Daoust | Hull      | 5  | 2 | 4 | 6   |
| André Benoit       | Kitchener | 4  | 1 | 5 | 6   |
| Petr Kanko         | Kitchener | 4  | 1 | 4 | 5   |
| Mathieu Brunelle   | Hull      | 5  | 3 | 2 | 5   |
| Mike Richards      | Kitchener | 4  | 2 | 3 | 5   |
| Jesse Schultz      | Kelowna   | 4  | 1 | 4 | 5   |
| Derek Roy          | Kitchener | 4  | 3 | 1 | 4   |
| Evan McGrath       | Kitchener | 4  | 2 | 2 | 4   |
| Kiel McLeod        | Kelowna   | 4  | 2 | 2 | 4   |

### Meilleurs gardiens
| Joueur                  | Équipe    | PJ | V  | D  | Bl | Moy  | %Arr   |
| ----------------------- | --------- | -- | -- | -- | -- | ---- | ------ |
| Scott Dickie            | Kitchener | -- | -- | -- | -- | 2,25 | 91,1 % |
| Éric Lafrance           | Hull      | -- | -- | -- | -- | 3,00 | 90,7 % |
| Kelly Guard             | Kelowna   | -- | -- | -- | -- | 3,02 | 86,2 % |
| Jean-Michel Filiatrault | Québec    | -- | -- | -- | -- | 3,71 | 89,4 % |

## Honneurs individuels
- Trophée Stafford-Smythe (meilleur joueur) : Derek Roy (Rangers de Kitchener)
- Trophée George-Parsons (meilleur esprit sportif) : Gregory Campbell (Rangers de Kitchener)
- Trophée Hap-Emms (meilleur gardien) : Scott Dickie (Rangers de Kitchener)
- Trophée Ed-Chynoweth (meilleur buteur) : Gregory Campbell (Rangers de Kitchener)

Équipe d'étoiles :
- Gardien : Scott Dickie (Rangers de Kitchener)
- Défenseurs : Steve Eminger (Rangers de Kitchener) — Doug O'Brien (Olympiques de Hull)
- Attaquants : Derek Roy (Rangers de Kitchener) — Gregory Campbell (Rangers de Kitchener) — Mike Richards (Rangers de Kitchener)